# Поспелов, Игорь Гермогенович
Игорь Гермоге́нович Поспе́лов (12 июня 1950 года, Москва — 30 декабря 2022 года, там же) — российский учёный, математик, член-корреспондент РАН. Специалист в области математического моделирования экономических систем и исследования операций. Сын академика Г. С. Поспелова (1914—1998).

## Биография
В 1973 году c отличием окончил Московский физико-технический институт (МФТИ), в 1976 г. — аспирантуру МФТИ и в том же году поступил на службу в Вычислительный центр АН СССР (ныне — Вычислительный центр им. А. А. Дородницына ФИЦ ИУ РАН), где трудился до кончины. С 2011 года заведовал отделом математического моделирования экономических систем. С 2015 по 2021 годы — Отделением математического моделирования ФИЦ ИУ РАН.
Доктор физико-математических наук с 1989 года, профессор с 1998. Член-корреспондент РАН по Отделению математических наук, секция «Прикладная математика и информатика», специализация «математическое моделирование» с 29 мая 2008 года.
Автор более 150 научных работ.
Скончался 30 декабря 2022 года. Похоронен в Москве на Востряковском кладбище рядом с отцом (участок 108).

## Научные интересы и достижения
С середины 1970-х годов, продолжая исследования аспирантуры, И. Г. Поспелов включается в работы под руководством д.ф.-м.н. Александра Александровича Петрова по разработке математических моделей, призванных описать и объяснить работу плановой советской экономики.
Перед этой группой была, в том числе, поставлена задача моделирования поведения народного хозяйства СССР в случае разного рода чрезвычайных происшествий и обстоятельств (от стихийных бедствий до военных действий), что заставляло вникнуть в существо происходящих в народном хозяйстве явлений в их взаимосвязи и эволюции. Заметим, что при моделировании экономики при устойчивом (мирном) развитии весьма распространён был и остаётся и другой подход, когда собственно экономика рассматривается как «чёрный ящик» (то есть рассматриваются только «входы» и «выходы» системы без подробного изучения происходящих внутри явлений) и методами статистического анализа и прогнозирования отслеживается имеющаяся динамика изменений интересующих экономических показателей. Понятно, что в случае чрезвычайных обстоятельств (например, в ходе наводнений часть предприятий полностью или частично перестаёт работать, временно нарушается доступность части дорог и т. д.) последний подход не подходит.

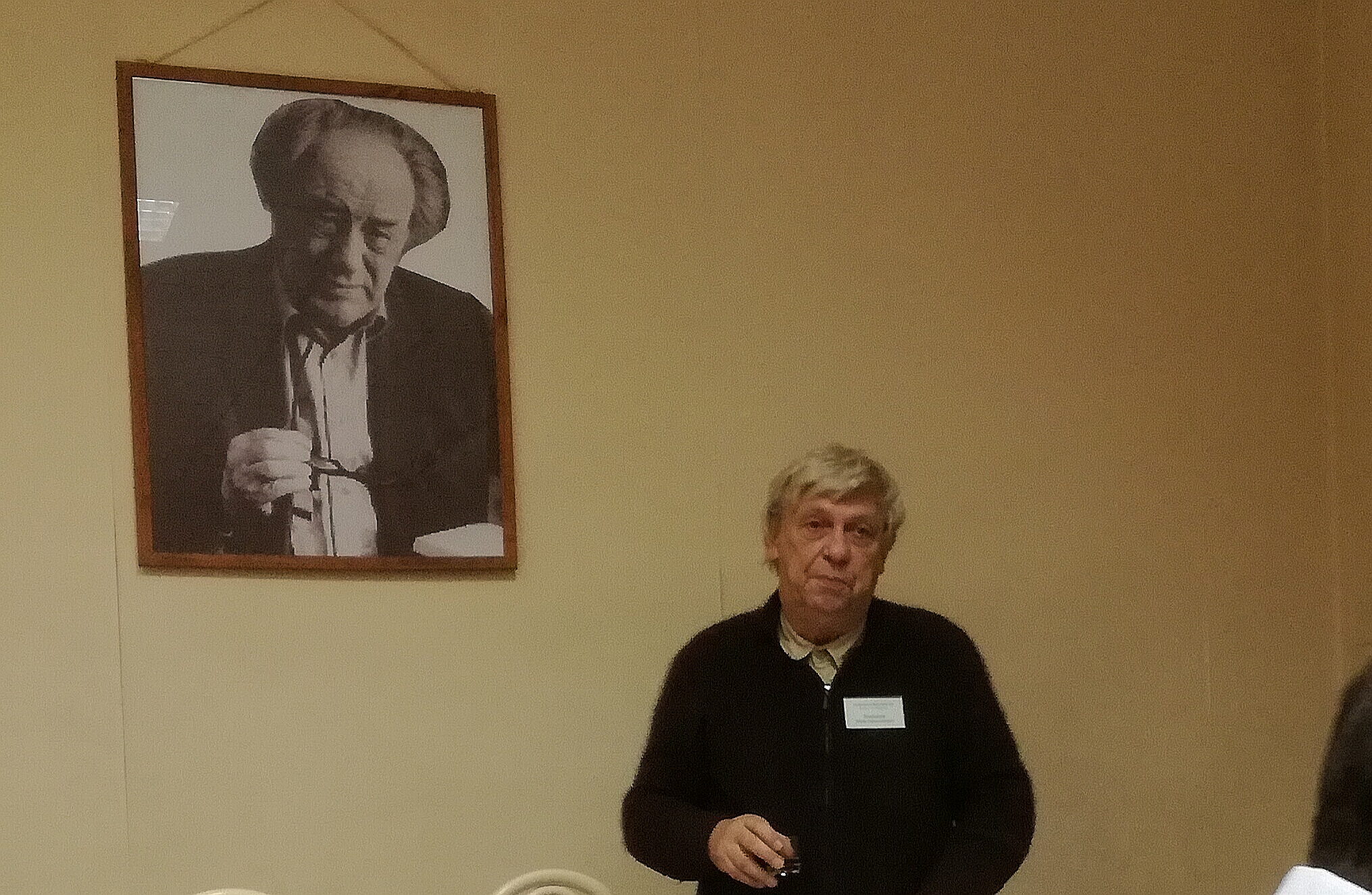
Юбилей Н. Н. Моисеева. 2017

Математическое моделирование экономики для СССР в те годы было делом сравнительно новым, к которому привлекались математики иных специализаций. Поэтому естественным было то, что Петров и Поспелов широко опирались на опыт математического моделирования в механике (первая специализация А. А. Петрова и его науч. руководителя Н. Н. Моисеева). В ходе изучения того, как на самом деле работает экономика вообще (не только социалистическая), естественным был и интерес к построению моделей капиталистической экономики (в том числе потому, что там, как представлялось, было меньше различных искусственных внешних ограничений, и экономические законы проявлялись более явно). При этом критически изучались и осваивались традиционные для математической экономики (но в те годы «подозрительные на буржуазность») приёмы. Непременной чертой исследований была наполненность моделей статистическими данными, несмотря на все сопряжённые с этим трудности.
Во второй половине 1980-х годов стала общепризнанной необходимость экономических реформ; различные проекты обсуждались и в научных кругах, и в средствах массовой информации. Возглавляемый Петровым коллектив начал дополнять и видоизменять свои модели, отражая как действительные, так и предполагаемые изменения в экономических реалиях. В частности, было показано, что принципы реформы, принятые правительством Б. Н. Ельцина осенью 1991 года, не смогут обеспечить достижение заявленных целей из-за структурных особенностей тогдашней экономики. Достаточно точно был предсказан уровень инфляции, спровоцированной этой реформой. Весной 1998 года расчёты показали неизбежность августовского кризиса.
И. Г. Поспелов с сотрудниками уделял много внимания технической стороне компьютерного моделирования. Он был инициатором и одним из главных разработчиков системы ЭКОМОД, позволяющей строить в полуавтоматическом режиме модели экономики страны или региона.
С её помощью была построена модель оценки теневого оборота, которая дала оценки, подтверждённые впоследствии официальными данными Росстата. Кроме того, по заказу лаборатории казахстанской Академии наук была создана модель экономики республики Казахстан, которая, в частности, успешно описала рекордный «пузырь» на фондовом рынке Казахстана.
Под руководством И. Г. Поспелова были успешно осуществлены и ряд региональных проектов, в частности, проект создания системы АЭРО-Урал для анализа и прогноза экономики и кредитно-денежной сферы Свердловской области.
К основным достижениям научной группы А. А. Петрова — И. Г. Поспелова, в том числе под руководством и при самом непосредственном участии последнего, относятся:
- построение модели работы централизованного планового народного хозяйства, описывающие основные качественные особенности эволюции советской экономики в 70-80-е годы;
- создание системы моделей рыночной экономики, воспроизводящих все основные качественные особенности эволюции экономики этого вида и позволяющие исследовать возможности госрегулирования рыночной экономики;
- разработка моделей, описывающих переход от плановой к рыночной экономике, одна из которых, в частности, позволила в 1990 г. правильно оценить последствия либерализации цен и предоставления самостоятельности предприятиям в России;
- построение модели региональной экономики;
- создание и разработка эволюционного подхода к описанию поведения экономических агентов, применение которого позволило из одного лишь предположения о том, что торговец стремится избежать разорения, вывести основные закономерности рыночного обмена;
- построение и исследование новых моделей естественного отбора (дальнейшее развитие эволюционного подхода к описанию экономики). В ходе исследования этих моделей доказана предельная теорема для управляемых марковских процессов; разработаны методы асимптотического разложения уравнения Беллмана; решены некоторые задачи группового анализа уравнений Беллмана;
- создание компьютерной системы «ЭКОМОД» (поддержки вычислительного эксперимента с динамическими системами, в том числе экономическими);
- самобытный метод поиска противоречий в экспертных системах, нашедший успешное применение в ряде применяемых на практике систем технической диагностики.

В последние годы под руководством И. Г. Поспелова внесён заметный вклад в исследование моделей несовершенной конкуренции. Игорь Гермогенович также занимался изучением одной из важных задач современной экономики — описанием неаддитивных благ (то есть не привычно мало или вовсе нерасходуемых при потреблении), в том числе информационных, которые не удовлетворяют уравнениям баланса.
Совместно с учениками и последователями И. Г. Поспеловым предложено описание дискретных случайных сделок экономических агентов, с использованием чего построена полноценная модель общего равновесия.

## Преподавательская деятельность
И. Г. Поспелов преподавал:
- в МФТИ с 1975 года, профессор с 1993. Зав. каф. математического моделирования сложных систем и оптимизации
- на ВМК МГУ — профессор кафедры исследования операций факультета ВМК МГУ с 1999 года;
- в НИУ ВШЭ — профессор кафедры математической экономики и эконометрики ГУ-ВШЭ с 2000 года.

Некоторое время также преподавал в МГИЭМ.
Под руководством И. Г. Поспелова подготовили и защитили дипломные работы около двадцати выпускников МФТИ, диссертации — 6 кандидатов наук и 1 доктор наук.

## Участие в научно-организационной деятельности
При объединении в 2015 г. ряда академических институтов (включая ВЦ РАН), в Федеральный исследовательский центр (ФИЦ) «Информатика и управление» РАН, И. Г. Поспелову было доверено руководство одним из ведущих для ФИЦ «Отделением математического моделирования», в котором, кроме моделей экономических систем, разрабатываются модели медико-биологических, организационно-технических, региональных и экологических процессов и систем, а также развивается широкий спектр методов математического моделирования, включая методы идентификации, оптимизации, факторизации и децентрализации.
И. Г. Поспелов принимал деятельное участие в подготовке и проведении различных научных семинаров, конференций и школ, внося свой посильный вклад в укрепление сотрудничества учёных России и на международном уровне.
Редколлегии
Был членом редколлегии журналов «Электроника» и «Экология и жизнь».
Конференции, конгрессы
- Был членом программного комитета Второго Российского экономического конгресса (февраль 2013, Суздаль). Совместно с В. Л. Макаровым координировал секцию «Общее экономическое равновесие и компьютерное моделирование социально-экономических процессов».
- Председатель программного комитета VII Московской международной конференции по Исследованию операций (октябрь 2013, Москва).
- Председатель организационного комитета VIII Всероссийской научной конференции с международным участием «Математическое моделирование развивающейся экономики, экологии и технологий (ЭКОМОД-2014)», посвящённой 80-летию академика А. А. Петрова (1934—2011) и 100-летию академика Г. С. Поспелова (1914—1998), которая состоялась 21-24 октября 2014 года в г. Москва.

## Основные публикации

### Книги
- Андреев М. Ю., Поспелов И. Г.,  Поспелова И. И., Хохлов М. А. Новая технология моделирования экономики и модель современной экономики России. — М.: МИФИ, 2007. — 262 с.
- Поспелов И. Г., Поспелова И. И., Хохлов М. А., Шипулина Г. Е. Новые принципы и методы разработки макромоделей экономики и модель современной экономики России. — М.: ВЦ РАН, 2006. — 238 с.
- Жандаров А. М., Айвазян С. А., Петров А. А., Поспелов И. Г., Заварина Е. С., Степанов В. С., Иванов В. В. Разработка системы критериев оценки эффективности управления мегаполисом. — М.: ВИНИТИ РАН, 2006. — 217 с.
- Поспелов И. Г. Моделирование экономических структур. — М.: ФАЗИС; ВЦ РАН, 2004. — 208 с.
- Поспелов И. Г. Модели экономической динамики, основанные на равновесии прогнозов экономических агентов. — М.: ВЦ РАН, 2003. — 200 с. — ISBN 5-201-09794-4.
- Шананин А. А., Петров А. А., Поспелов И. Г. От Госплана к неэффективному рынку. Математический анализ российских экономических структур. — Lewiston: Edwin Mellen Press, 1999. — 400 с.
- Петров А. А., Поспелов И. Г., Шананин А. А. От Госплана к неэффективному рынку: Математический анализ эволюции российских экономических структур. — Lewiston, NY: Edwin Mellen Press[англ.], 1999. — 393 с.
- Автухович Э. В., Гуриев С. М., Оленёв Н. Н., Петров А. А., Поспелов И. Г., Шананин А. А., Чуканов С. В. Математическая модель экономики переходного периода. — М.: ВЦ РАН, 1999. — 143 с.
- Петров А. А., Поспелов И. Г., Шананин А. А. Опыт математического моделирования экономики. — М.: Энергоатомиздат, 1996. — 544 с. — 1500 экз. — ISBN 5-283-03169-1.

### Диссертации
- Поспелов И. Г. Некоторые математические модели развивающейся социально-экономической системы: дисс. … канд. физ.-матем. наук: 05.13.03. — М., 1977. — 227 с.
- Поспелов И. Г. Эволюционный принцип в описании экономического поведения: дисс. … доктора физ.-матем. наук: 05.13.16 / АН СССР. ВЦ. — М., 1989. — 356 с.

### Брошюры
- Поспелов И. Г., Радионов С. А. Модель межвременного равновесия с регулируемым сектором. — М.: ВЦ РАН, 2012. — 42 с.
- Андреев М. Ю., Вржещ В. П., Жукова А. А., Здановская В. С., Петров А. А., Пильник Н. П., Поспелов И. Г., Хохлов М. А. Опыт моделирования экономической динамики республики Казахстан в период мирового финансового кризиса. — М.: ВЦ РАН, 2010. — 161 с.
- Жукова А. А., Поспелов И. Г. Монетарное и бартерное равновесия в стохастической модели обмена товарами в системе с большим числом агентов. — М.: ВЦ РАН, 2009. — 42 с.
- Пильник Н. П., Поспелов И. Г.  Описание целей деятельности фирмы в динамической модели экономического равновесия. — М.: ВЦ РАН, 2009. — 74 с.
- Андреев М. Ю., Пильник Н. П., Поспелов И. Г.  Эконометрическое исследование и модельное описание деятельности современной российской банковской системы. — М.: ВЦ РАН, 2008. — 78 с.
- Андреев М. Ю., Поспелов И. Г. Принцип рациональных ожиданий: обзор концепций и примеры моделей. — М.: ВЦ РАН, 2008. — 79 с.
- Pospelov I. G.  Agents' capital as invariants of trajectories of intertemporal equilibrium: theory, technology of modeling and applications /; Russian academy of sciences, Dorodnicyn computing centre, Communications on applied mathematics. — Moscow, 2008. — 75 p.
- Андреев М. Ю., Поспелов И. Г.  Принцип рациональных ожиданий: обзор концепций и примеры моделей. — Москва : ВЦ РАН, 2007. — 78 с.
- Уроки эксплуатации системы ЭКОМОД и новые перспективы / Н. К. Завриев, И. Г. Поспелов, Л. Я. Поспелова [и др.; Отв. ред. А. А. Петров]; Рос. акад. наук, Вычисл. центр им. А. А. Дородницына. — М.: ВЦ РАН, 2004. — 71, [1] с. — ISBN 5-201-09805-3.
- Дэмбэрэл С., Оленёв Н. Н., Поспелов И. Г.  Взаимодействие отрасли животноводства и степной экосистемы. — М.: ВЦ РАН, 2003. — 39 с.
- Поспелов И. Г. Экономические агенты и системы балансов. — М.: ГУ-ВШЭ, 2001. — 66 с. Препринт. (Серия WP2. Количественный анализ в экономике).
- Шананин А. А., Автухович Э. В., Бурова Н. К., Дорин Б. Л., Панов С. С., Петров А. А., Поспелов И. Г., Поспелова И. И., Ташлицкая Я. М., Чуканов С. В., Шапошник Д. В. Оценка потенциала роста экономики России с помощью математической модели. — М.: ВЦ РАН, 2000. — 154 с.
- Завриев Н. К., Поспелов И. Г., Поспелова Л. Я., Чуканов С. В.  Развитие системы поддержки математического моделирования экономики ЭКОМОД. — М.: ВЦ РАН, 1999. — 47 с.
- Петров А. А., Поспелов И. Г., Поспелова Л. Я.  ЭКОМОД — система интеллектуальной поддержки математического моделирования экономики. . — М.: ВЦ РАН, 1996. — 92 с. — (Вычислительная математика и информатика).
- Гуриев С. М., Поспелов И. Г., Шахова М. Б. Имитационная модель самоорганизации торговых сетей. — М.: ВЦ РАН, 1996. — 45 с.
- Бузин А. Ю., Поспелов И. Г.  ГРАН: диалоговая система построения и оформления плоских графиков. — М.: ВЦ РАН, 1994. — 63 с.
- Бузин А. Ю., Поспелов И. Г.  Диалоговая система построения и оформления плоских графиков /; Центр. ин-т повышения квалификации кадров авиац. пром-сти. — М.: ЦИПКК авиац. пром-сти, 1993. — 23 с.
- Бузин А. Ю., Крутов А. П., Петров А. А., Поспелов И. Г. Оценки последствий экономической реформы и крупных технических проектов для экономики СССР. — М.: ВЦ АН СССР, 1990. — 44 с.
- Шананин А. А., Петров А. А., Поспелов И. Г. Проблемы математического обеспечения крупных экономических проектов. — М.: ВЦ АН СССР, 1990. — 44 с.

### Учебные пособия
- Поспелов И. Г. Однопродуктовое описание воспроизводства экономики. — М.: МФТИ, 2015. — 76 с. — ISBN 978-5-7417-0569-8
- Поспелов И. Г. Системный анализ рыночной экономики: учеб. пособие. — М.: МФТИ, 2018. — 141 с. — ISBN 978-5-7417-0671-8. — 100 экз.

### Избранные статьи
- Моисеев Н. Н., Поспелов И. Г. Направленность эволюции и Разум // Природа. — 1990. — № 6. — С. 3—7.
- Поспелов И. Г. Александр Александрович Петров. Этапы теоретической и научно-исследовательской деятельности // На странице Музея А. А. Петрова на портале ВЦ РАН.

- Busin A. Yu., Pospelov I.G.  APL Technology of Computer Simulation // APL Quote Quad, ACM Press. N.Y. 1991. N4. Pp. 47 — 50.
- Комаров С. И., Петров А. А., Поспелов И. Г., Поспелова Л. Я. Представление знаний, содержащихся в математических моделях экономики // Изв. РАН. Теория и системы управления. 1995. № 5. С. 37-59.
- Гуриев С. М., Поспелов И. Г.  Роль банков в экономике переходного периода // Управление экономикой переходного периода /Под редакцией В. В. Макарова. М.: Наука, 1998. Вып.3. С.55-79.
- Оленёв Н. Н., Петров А. А., Поспелов И. Г.  Регулирование экологических последствий экономического роста // Математическое моделирование. 1998. Т.10, № 8. С.17-32.
- Guriev S.M., Pospelov I.G.  Inefficient equilibria in transition economy. // Discrete Dynamics in Nature and Society, 1999. Vol. 3. #4 pp. 281—295.
- Гуриев С. М., Поспелов И. Г., Шапошник Д. В. Модель общего равновесия при наличии транзакционных издержек и денежных суррогатов, I // Экономика и математические методы. 2000. Т.36, № 1. С.75-90.
- Гуриев С. М., Поспелов И. Г., Шапошник Д. В. Модель общего равновесия при наличии транзакционных издержек и денежных суррогатов, II // Экономика и математические методы. 2000. Т. 36, № 2. С.63-78.
- Петров А. А., Поспелов И. Г. Модельная «летопись» российских экономических реформ. // Материалы российского научного симпозиума «Математическое и компьютерное моделирование социально-экономических процессов». г. Нарофоминск, 11-16, декабря 2000. М.: ГУУ, 2000. Ч.1. С. 64-104.
- Поспелов И. Г. Если курс Коперника падает, то прав Птолемей (Экономика знаний и фундаментальная наука). // Экология и Жизнь, № 3, 2003. С. 18-23.
- Дэмбэрэл С., Оленёв Н. Н., Поспелов И. Г.  К математической модели взаимодействия экономических и экологических процессов // Математическое моделирование. 2003. Т. 15, № 4. С.107-121.
- Петров А. А., Поспелов И. Г.  Математические модели экономики России // Вестник РАН, т. 79, № 6, 2009. С. 492—506.
- Андреев М. Ю., Пильник Н. П., Поспелов И. Г.  Сильный магистральный эффект в модели рациональных ожиданий современной банковской системы России. // Журнал новой экономической ассоциации № 3-4, 2009. С. 72-96.
- Вржещ В. П., Поспелов И. Г., Хохлов М. А.  Модельное дезагрегирование макроэкономической статистики // Экономический журнал Высшей школы экономики. 2010. Т. 14. № 1. С. 88-104.
- Поспелов И. Г.  Модель современной экономики России: методы, технология, результаты // Экономические стратегии. 2010. Т. 12. № 9 (83). С. 60-69.
- Поспелов И. Г., Жукова А. А. Стохастическая модель торговли неликвидным товаром // Труды Московского физико-технического института. 2012. Т. 4. № 2 (14). С. 131—147.
- Вржещ В. П., Поспелов И. Г. Параллельные расчеты по трёхпродуктовой модели межвременного равновесия экономики России // В сб.: Параллельные вычисления и задачи управления PACO’2012 Труды VI Межд. конф.: в 3 томах. 2012. С. 190—205.
- Андреев М. Ю., Пильник Н. П., Поспелов И. Г. Модель межвременного равновесия экономики республики Казахстан // Труды Московского физико-технического института. 2013. Т. 5. № 4 (20). С. 062—078.
- Андреев М. Ю., Вржещ В. П., Пильник Н. П., Поспелов И. Г., Хохлов М. А., Жукова А. А., Радионов С. А. Модель межвременного равновесия экономики России, основанная на дезагрегировании макроэкономического баланса // Тр. сем. им. И. Г. Петровского, 2013, вып. 29, с. 43-145.
- Пильник Н. П., Поспелов И. Г. Модели механизмов, обеспечивающих эффективность общего равновесия // Экономика и математические методы. 2014. Т. 50. № 2. С. 58-72.
- Поспелов И. Г., Радионов С. А. Динамика количества фирм в рамках концепции экономики разнообразия // Математическое моделирование. 2014. Т. 26. № 2. С. 65-80.
- Пильник Н. П., Поспелов И. Г., Станкевич И. П. Об использовании фиктивных переменных для решения проблемы сезонности в моделях общего экономического равновесия // Экономический журнал Высшей школы экономики. 2015. Т. 19. № 2. С. 249—270.
- Pospelov I., Radionov S. On the Social Efficiency in Monopolistic Competition Models // Экономический журнал Высшей школы экономики. 2015. 2015. Т. 19. № 3. С. 386—394.
- Пильник Н. П., Поспелов И. Г., Абрамов А. М. Научно-методические рекомендации по оценке сбалансированности государственных программ // Государственный аудит. Право. Экономика. 2017. № 3-4. С. 41-50.
- Поспелов И. Г.  Коллективная рациональность и коллективное предвидение // В сб.: XI сократические чтения: Жан Готтманн как провидец и критик (к столетию со дня рождения) матер. межд. науч. конф. 2017. С. 98-106.
- Поспелов И. Г., Костюк Ф. В. Учёный и учитель Н. Н. Моисеев (1917—2000) // в сб.: Моделирование коэволюции природы и общества: проблемы и опыт. К 100-летию со дня рождения академика Н. Н. Моисеева (МОИСЕЕВ-100) труды Всероссийской науч. конф. М.: ФИЦ ИУ РАН, 2017. С. 5-7.
- Поспелов И. Г. Математическое моделирование экономики (предисловие ред. к номеру) // Экономический журнал Высшей школы экономики. 2018. Т. 22. № 3. С. 329—329.* Жукова А. А., Поспелов И. Г. Модель оптимального потребления при наличии возможности кредитования в случайные моменты времени // Экономический журнал Высшей школы экономики. 2018. Т. 22. № 3. С. 330—361.